# Marcquise Reed
Marcquise DeAndre Reed (nacido el 21 de abril de 1995 en Landover, Maryland) es un jugador de baloncesto estadounidense que actualmente forma parte de la plantilla del Tofaş S.K. de la BSL turca. Con 1.91 de estatura, su puesto natural en la cancha es el de escolta. 

## Trayectoria
Formado durante una temporada en Robert Morris Colonials (2014–2015) y otras tres temporadas en Clemson Tigers (2016–2019). Reed anotó 1.484 puntos con los Tigers que serían la duodécima mejor posición en la historia del programa. Durante su última temporada en Clemson, Reed promedió 19.4 puntos, 2.1 robos y 5.5 rebotes por partido. Reed fue el primer jugador en los últimos 30 años en que Clemson terminó una temporada con más de 500 puntos, 100 rebotes, 50 asistencias y 50 robos.
Tras no ser elegido en el draft de la NBA de 2019, jugaría dos partidos de la liga de verano de la NBA 2019 con Detroit Pistons en la ciudad de Las Vegas.
El 29 de julio de 2019, se hace oficial su compromiso con Chorale Roanne Basket de la Jeep Elite para hacer su debut profesional en Europa.
Durante la temporada 2019-20, jugaría 25 partidos promediando 16.44 puntos por encuentro en la Jeep Elite.
El 24 de diciembre de 2020, firma por el Nanterre 92 de la Pro A francesa, tras comenzar la temporada en las filas del SC Prometey ucraniano.
El 22 de julio de 2021, firma por el BCM Gravelines de la LNB Pro A.
El 16 de julio de 2022 fichó por el New Basket Brindisi de la Lega Basket Serie A italiana.
El 2 de julio de 2023 fichó por el Büyükçekmece Basketbol de la Basketbol Süper Ligi turca.
El 12 de junio de 2024 firmó con el Tofaş S.K., también de la BSL turca.